# Chronik des Kriegs in Israel und Gaza, Juni und Juli 2024
Die Chronologie des Krieges in Israel und Gaza, Juni und Juli 2024 dokumentiert die Entwicklungen seit dem Terrorangriff der Hamas auf Israel vom 1. Juni bis zum 31. Juli 2024. Für den zeitlichen Ablauf des kompletten israelisch-palästinensischen Konflikts siehe Chronologie des israelisch-palästinensischen Konflikts.

## Juni 2024

### 1. Juni
Entgegen dem von US-Präsident Biden am Vortag präsentierten Plan für eine Waffenruhe erklärte Israels Ministerpräsident Netanjahu, dass es keinen dauerhaften Waffenstillstand im Gazastreifen geben werde, solange die militärischen Kapazitäten der Hamas und deren Fähigkeiten zum Regieren nicht zerstört seien; andere Vorstellungen hätten keine Perspektive.
Bei Massenprotesten in Israel demonstrierten Zehntausende Menschen für die am Vortag publizierte Vereinbarung zur Freilassung der verschleppten israelischen Geiseln sowie für Neuwahlen. Laut israelischen Medien handelte es sich dabei um die größten Proteste seit dem 7. Oktober. Zur Kundgebung in Tel Aviv kamen laut den Organisatoren etwa 120.000 Menschen. Unter den Demonstranten waren auch Soldaten der israelischen Streitkräfte, die die Kriegsführung Israels u. a. als „unmoralisch“ kritisierten.
Die rechtsradikalen israelischen Minister Bezalel Smotrich und Itamar Ben-Gvir kündigten an, sie würden bei einer Annahme des Biden-Deals aus Netanjahus Regierung aussteigen und diese damit zu Fall bringen. Oppositionsführer Jair Lapid erklärte, er würde Netanjahu ein Sicherheitsnetz bieten und für die Geiselvereinbarung stimmen, falls Smotrich und Ben-Gvir die Regierung verlassen sollten.

### 4. Juni
Nach Angaben des von der Hamas kontrollierten Gesundheitsministerium von Palästina sind seit Beginn des Gazakrieges 36.550 Palästinenser ums Leben gekommen (mindestens 8.000 minderjährige Todesopfer sind laut TAZ dokumentiert) und 82.959 Menschen verletzt worden. Die Angaben unterscheiden nicht zwischen Zivilisten und Kämpfern.
Bei Angriffen der Israelischen Verteidigungsstreitkräfte auf den zentralen Abschnitt des Gazastreifens sollen nach Berichten der privaten Hilfsorganisation Ärzte ohne Grenzen mindestens 70 Menschen getötet und mehr als 300 Personen verletzt worden sein, darunter viele Frauen und Kinder. Der Hilfsorganisation zufolge ist das Gesundheitssystem Gazas aufgrund der „Eskalation der Gewalt an verschiedenen Orten“ in den letzten 48 Stunden und der seit einem Monat andauernden Schließung des Grenzübergangs Rafah überlastet und stehe vor dem Zusammenbruch.

### 5. Juni
Israelische Justizbeamte erklärten vor dem Obersten Gericht, dass die palästinensischen Gefangenen im Lager Sde Teiman verlegt würden. Die Vereinigung für Bürgerrechte in Israel hatte die Schließung des Lagers gefordert. Die Behandlung der Gefangenen war zuvor Gegenstand von Untersuchungen der ARD sowie von Haaretz, der New York Times und CNN gewesen. Laut Recherchen des Spiegels legten Berichte israelischer Nichtregierungsorganisationen und der UNO sowie Gespräche mit Ex-Insassen, israelischen Whistleblowern, humanitären Helfern und Menschenrechtlern nahe, dass es systematische Misshandlungen und Folterungen von Gefangenen gegeben hatte. Die Berichte vermittelten laut Spiegel, dass die israelischen Soldaten das humanitäre Völkerrecht missachteten.

### 6. Juni
Israel verübte einen Angriff auf die UN-Schule al-Sardi in Deir al-Balah. Die Kriegsparteien widersprechen sich, ob es sich bei den Opfern um Zivilisten und/oder um Kämpfer des bewaffneten Arms der Hamas, den Qassam-Brigaden und des Islamischen Dschihads in Palästina handelte. Nach Darstellung der Israelischen Verteidigungsstreitkräfte (IDF) wurden zahlreiche Kämpfer der genannten Paramilitärs getötet. Der Chef der UNRWA, Philippe Lazzarini, erklärte, dass die UN-Schule von 6000 Menschen als Notunterkunft benutzt wurde, und sprach von mindestens 35 Toten. Der Sprecher des US-Außenministeriums, Matthew Miller, forderte eine vollständige Aufklärung des Angriffs.
Spanien schloss sich als zweites europäisches Land der Klage Südafrikas gegen Israel wegen Verstoßes gegen die Völkermordkonvention vor dem Internationalen Gerichtshof an. Zuvor hatten sich bereits Irland, Chile und Mexiko der Klage angeschlossen.

### 8. Juni
Vier israelische Geiseln, die am 7. Oktober 2023 vom Nova-Musikfestival von Terroristen der Hamas in den Gazastreifen verschleppt worden waren und anschließend im Flüchtlingslager Nuseirat festgehaltene wurden, sind vom israelischen Inlandsgeheimdienst Schin Bet in Zusammenarbeit mit der Spezialeinheit der israelischen Grenzpolizei JAMAM und mit Unterstützung der Israelischen Verteidigungsstreitkräften (IDF) aus der Geiselhaft im Gazastreifen befreit und nach Israel zurückgebracht worden. Die israelische Befreiungsoperation forderte zahlreiche Opfer unter der palästinensischen Zivilbevölkerung; aber auch ein Offizier der israelischen Grenzpolizei JAMAM wurde dabei getötet. Die Angaben über Opfer auf palästinensischer Seite variierten stark: Die israelische Armee sprach von weniger als 100 getöteten Palästinensern, die Hamas hingegen von 274 Toten und 700 Verletzten. Ein israelischer Militärsprecher ließ offen, ob es sich bei den getöteten Palästinensern mehrheitlich um Militante oder Zivilisten handelte. Die Hamas habe sich jedoch absichtlich zwischen zivilen Gebäuden versteckt und die Einsatzkräfte unter dem Schutz von Zivilisten beschossen. Die Angaben der israelische Armee und der Hamas lassen sich nicht unabhängig überprüfen. Der Chefdiplomat der EU, Josep Borrell, sprach von einem „Massaker an Zivilisten“. Die Hamas gab bekannt, dass neben den angeblich hunderten Palästinensern angeblich auch drei israelische Geiseln der gewaltsamen Befreiungsaktion zum Opfer gefallen seien.

### 9. Juni
Benny Gantz gab seinen Rücktritt aus Netanjahus Kriegskabinett bekannt. Gantz hatte diesen Schritt am 18. Mai angekündigt, falls Ministerpräsident Netanjahu sein Ultimatum verstreichen ließ, ohne einen Zukunftsplan bzw. Nachkriegsplan für Gaza vorzulegen. Mit Gantz traten weitere Mitglieder der Nationalen Union aus der Notstandsregierung aus.
Avi Rosenfeld, Kommandeur der „Gaza-Division“, verließ das israelische Militär mit den Worten, dass er an der Aufgabe seines Lebens, das Grenzgebiet zu schützen, gescheitert sei.
US-Behörden dementierten, dass die Gaza-Landungsbrücke für die Evakuierung der vier israelischen Geiseln genutzt worden sei.

### 10. Juni
Der Sicherheitsrat der Vereinten Nationen stimmte für die UN-Resolution 2735 und damit sowohl für eine sofortige Waffenruhe als auch für die Umsetzung eines dreistufigen Plans zur Beendigung des Krieges. Den Plan, in dem die Waffenruhe enthalten ist, hatte US-Präsident Biden am 31. Mai vorgestellt. 14 Staaten stimmten für die Resolution, Russland enthielt sich. Mit der Resolution betont der Sicherheitsrat auch seine Unterstützung für die Zweistaatenlösung zur Beendigung des israelisch-palästinensischen Konflikts.

### 12. Juni
Eine vom Menschenrechtsrat der Vereinten Nationen bestellte Kommission unabhängiger Experten veröffentlichte einen Bericht, dem zufolge sowohl Israel als auch palästinensische Milizen Kriegsverbrechen zu verantworten haben.
Nachdem das israelische Militär einen ranghohen Hisbollah-Kommandanten gezielt getötet hatte, schoss die Hisbollah rund 200 Raketen auf Nordisrael ab. Daraufhin flog die israelische Luftwaffe Angriffe auf mehrere Hisbollah-Ziele im Libanon.
Im Roten Meer wurde der Massengutfrachter Tutor von der Huthi-Miliz beschossen und im Heckbereich beschädigt, wodurch Wasser in den Maschinenraum eindrang.
Das US-Militär griff Raketenstartrampen der Huthi an.

### 13. Juni
Auf die in der Nacht erfolgten israelischen Luftangriffe auf Hisbollah-Ziele im Libanon feuerte die Hisbollah nach Angaben der israelischen Armee rund 40 weitere Raketen auf den Norden Israels und die besetzten Golanhöhen. Diese lösten über ein Dutzend Flächenbrände aus. Israelische Luftangriffe führten in den vergangenen Tagen zu Flächenbränden im Süden Libanons; laut libanesischen Medien wurden Phosphorbomben und Katapulte eingesetzt. Nach Angabe der Zeitung Israel HaYom setzten israelische Soldaten schon früher Molotowcocktails ein, um im Libanon die Vegetation in Brand zu setzen, um so Hisbollah-Kämpfern die Deckung zu nehmen.
Das unter palauischer Flagge fahrende Frachtschiff Verbena wurde im Golf von Aden von zwei Marschflugkörpern der Huthi getroffen und samt seiner Ladung (Holz) in Brand gesetzt. Ein Seemann erlitt schwere Verletzungen und musste von einem US-Hubschrauber ausgeflogen werden.

### 14. Juni
Acht israelische Soldaten starben in Rafah in ihrem gepanzerten Fahrzeug. Das Fahrzeug war Teil eines Konvois, als es zu einer Explosion eines Sprengsatzes oder einer Panzerabwehrrakete kam. In der Nacht zuvor sollen 50 Kämpfer der Hamas getötet worden sein.

### 15. Juni
In Tel Aviv und weiteren israelischen Städten protestierten Zehntausende Menschen gegen die rechtsgerichtete Regierung unter Netanjahu. Sie verlangten, alles zu tun, um die verbliebenen Geiseln in den Händen der Hamas nach Hause zu holen.
In der Abschlusserklärung des G7-Gipfeltreffens forderten die G7-Staaten Israel zur Zusammenarbeit mit der Palästinensischen Autonomiebehörde im Westjordanland und zur Freigabe der für die Behörde vorgesehenen Mittel auf. Der rechtsradikale israelische Finanzminister Bezalel Smotrich hatte angekündigt, man werde die für die Behörde vorgesehenen Gelder stattdessen an israelische Terroropfer auszahlen. Gleichzeitig riefen die G7-Staaten Israel zur Achtung des Völkerrechts und der Menschenrechte im Gazastreifen auf.

### 16. Juni
Der israelische Militärsprecher Daniel Hagari warnte die Hisbollah vor weiteren Attacken gegen Israel und einer Eskalation. Zuvor hatten sowohl die UN-Sonderkoordinatorin für den Libanon, Jeanine Hennis-Plasschaert, als auch der Leiter der UNIFIL, Aroldo Lazaro, eine Ausweitung des Krieges aufgrund des Schusswechsels zwischen der Hisbollah und Israel als „sehr reales“ Risiko beschrieben.
Das israelische Militär gab nach Beratungen mit den Vereinten Nationen und internationalen Hilfsorganisationen eine „taktische Feuerpause“ bekannt. Es werde bis auf Weiteres zwischen acht Uhr morgens und sieben Uhr abends Ortszeit entlang der Straße, die vom Grenzübergang Kerem Schalom nach Nordosten zum Europäischen Krankenhaus in Al-Fukhari bei Chan Yunis führt, nicht mehr kämpfen, damit die 1000 Lastwagen mit Hilfsgütern, die im Gazastreifen hinter dem Übergang Kerem Schalom warten, entladen werden können. Für die Stadt Rafah, wo das Militär zahlreiche Kämpfer der Hamas vermutete, gelte die Feuerpause jedoch nicht. Dies führte zu Differenzen zwischen dem Militär und der Regierung: Ministerpräsident Netanjahu erklärte, er halte die Entscheidung, taktische Feuerpausen einzuhalten, für inakzeptabel. Sicherheitsminister Itamar Ben-Gvir sprach sich ebenfalls gegen die Feuerpausen aus.

### 17. Juni
Trotz Anordnung des UN-Sicherheitsrats, Militäroperationen im Gazastreifen sofort einzustellen, gab die israelische Armee bekannt, dass ihre Offensive in Rafah noch mehrere Wochen andauern werde. Laut den israelischen Streitkräften (IDF) ist die Hälfte der Kampfverbände der Hamas zerstört, 60 bis 70 Prozent des Territoriums der Stadt Rafah befinden sich laut IDF unter „operativer Kontrolle“ der israelischen Truppen.
Der israelische Premierminister Benjamin Netanjahu löste, wie nach dem Rücktritt von Benny Gantz und Gadi Eizenkot erwartet, das israelische Kriegskabinett auf.

### 19. Juni
Medienberichten zufolge sank der am 12. Juni von den Huthi-Milizen beschossene Massengutfrachter Tutor, nachdem die Besatzung zuvor von Bord geholt worden war. Ein vermisster philippinischer Seemann ist laut einem US-Sprecher vermutlich tot. Der Frachter war von einem mit Bomben bestückten Drohnenboot südwestlich der von den Huthi kontrollierten Hafenstadt Hudaida angegriffen worden.
Daniel Hagari, Sprecher der israelischen Streitkräfte, äußerte in einem Fernsehinterview Zweifel daran, dass das von der Regierung Netanjahu ausgegebene Kriegsziel, die Hamas im Gazastreifen zu zerstören, erfüllbar sei. Auch sei es nicht möglich, durch die Militäroperation alle israelischen Geiseln zu retten. Er verwies darauf, dass die Hamas nicht nur eine islamistische Terrormiliz sei, sondern „eine Idee, sie ist eine Partei. Sie ist in den Herzen der Menschen verwurzelt. Wer glaubt, wir könnten die Hamas ausschalten, der irrt sich.“ Wenn die israelischen Verantwortlichen keinen Plan hätten, wie der Gazastreifen nach dem Kriegsende regiert und versorgt werden solle, „werden wir im Endeffekt die Hamas haben“.

### 20. Juni
Laut einer Schätzung von US-Behörden sind von den 116 Geiseln, die mutmaßlich von der Hamas im Gazastreifen festgehalten werden, noch etwa 50 am Leben.

### 21. Juni
Das Internationale Komitee vom Roten Kreuz meldete, dass großkalibrige Geschosse in einem zur Schutzzone erklärten Gebiet in unmittelbarer Nähe eines ihrer Büros und der Wohnhäuser der Mitarbeiter bei Rafah eingeschlagen seien. Das Rote Kreuz und das von der Hamas kontrollierte Gesundheitsministerium in Gaza berichteten von 22 bis 25 Toten und 45 bis 50 Verletzten bei diesem Beschuss.

### 22. Juni
Bei einem Militäreinsatz in Dschenin im Westjordanland banden israelische Soldaten einen schussverletzten Palästinenser auf die Motorhaube ihres Fahrzeugs. Ein in den sozialen Medien verbreitetes Video zeigte, wie das Fahrzeug mit dem an das Fahrzeug gefesselten Mann, ohne zu halten, an mehreren Krankenwagen vorbeifuhr. Dem israelischen Militär wurde vorgeworfen, den Mann als „menschlichen Schutzschild“ bei der Militäroperation benutzt zu haben. Das israelische Militär erklärte, dass die Soldaten regelwidrig gehandelt hätten und ihr Verhalten mit den an israelische Soldaten gestellten Erwartungen unvereinbar sei; man werde den Vorfall untersuchen. Der Verletzte sei an Sanitäter des Roten Kreuzes übergeben worden. Sari Bashi, die Programmdirektorin von Human Rights Watch in Israel und Palästina, hielt für fraglich, ob die Untersuchung des Vorfalls zu strafrechtlichen Konsequenzen führen würde. Verhältnisse, die derartige Handlungen von Armeeangehörigen zuließen und den Soldaten vor Ort offensichtlich ein Gefühl der Impunität vermittelten, seien äußerst besorgniserregend.

### 23. Juni
In Tel Aviv, Jerusalem, Haifa, Beʾer Scheva und anderen Orten Israels forderten bei Massenprotesten zehntausende Menschen ein Ende der Regierung Netanjahu und die Freilassung der von der Hamas festgehaltenen Geiseln; „Lebendig, lebendig – und nicht in Leichensäcken“, skandierten die Demonstranten in Tel Aviv. Laut örtlichen Medienberichten nahmen – nach Angaben der Organisatoren – rund 150.000 Personen an dieser bislang größten Demonstration der Stadt seit dem Terrorangriff der Hamas auf Israel 2023 teil. Yuval Diskin, Ex-Leiter des Inlandsgeheimdienstes Schin Bet, warf der Regierung verfehltes Kriegsmanagement, Belügen der Bevölkerung mit der Mär vom „totalen Sieg“, totale Flucht vor der Regierungsverantwortung und Zerstörung der strategischen Beziehungen zu den Vereinigten Staaten vor; Netanjahus Regierung würde jede Chance verpassen, die Geiseln nach Israel zurückzuholen. Laut Wall Street Journal könnte die Zahl der noch lebenden Geiseln bei nur noch etwa 50 liegen; offiziellen Angaben zufolge befinden sich noch rund 120 Israelis in palästinensischer Geiselhaft. Demonstranten warfen Ministerpräsident Netanjahu vor, sich den Forderungen einiger extremistischer Minister seiner Koalitionsregierung zu beugen und, wie Der Spiegel schreibt, „eine mögliche Vereinbarung zur Freilassung der Geiseln zu hintertreiben.“ Die Minister seien gegen ein Abkommen mit der Hamas, da es auch eine Waffenruhe und die Entlassung palästinensischer Häftlinge aus Israels Gefängnissen umfassen würde.
Laut Jerusalem Post wollte Israels Verteidigungsminister Galant vom 23. bis 25. Juni 2024 mit dem US-Verteidigungs- und Außenministerium zusammentreffen, da das Verhältnis beider Staaten angespannt ist. So hat der israelische Ministerpräsident die US-Regierung wegen einer zurückgehaltenen Waffenlieferung vor Kurzem scharf angegriffen.
Am Vortag teilten libanesische Sicherheitskreise mit, dass ein Anführer einer mit der Hamas verbündeten islamistischen Gruppe bei einem israelischen Angriff getötet worden sei. Die israelische Armee bestätigte, den Angriff ausgeführt und den Funktionär „eliminiert“ zu haben. Daraufhin führte die Hisbollah eigenen Angaben zufolge einen Drohnenangriff durch. Die israelische Armee erklärte, eine „vom Libanon aus gestartete feindliche Drohne“ im Norden abgefangen zu haben, sie sei bei Beit Hillel abgestürzt. Laut Agence France-Presse wurden seit Oktober 2023 mindestens 480 Menschen im Libanon getötet, davon 93 Zivilisten. Nach israelischen Angaben wurden auf der eigenen Seite der Grenze mindestens 15 Soldaten und elf Zivilisten getötet.
Laut Spiegel wurden bei zwei israelischen Luftangriffen im Gazastreifen – nach Angaben der Hamas – mindestens 38 Menschen getötet. Es wurden auch Wohnhäuser getroffen. Israels Armeesender berichtete, Ziel eines der Angriffe in dem Flüchtlingslager Al-Schati westlich von Gaza-Stadt sei Raed Saad, ein ranghoher Kommandeur der Kassam-Brigaden, gewesen. Ein weiterer Luftschlag traf nach palästinensischen Angaben den Ortsteil Tuffah bei Gaza-Stadt, laut New York Times war jedoch auch der Stadtteil Schudschaija betroffen. Die IDF erklärten, der Luftangriff auf Gaza-Stadt habe militärischer Infrastruktur gegolten. Die Hamas hingegen behauptete, dass die Angriffe auf die Zivilbevölkerung abzielten. Bereits am 21. Juni 2024 wurde Berichten zufolge ein von Israel als Schutzzone deklariertes Gebiet beschossen. Die israelische Armee teilte diesbezüglich mit, man werde den Vorfall untersuchen.

### 29. Juni
In einer Video-Botschaft, die auf einer Großkundgebung in Tel Aviv abgespielt wurde, rief die am 8. Juni aus den Händen der Hamas befreite Noa Argamani zur Überwindung des Hasses zwischen Israelis und Palästinensern auf. Zudem müsse alles Erdenkliche getan werden, um die noch vermissten Geiseln nach Hause zu bringen.

### 30. Juni
Tausende ultraorthodoxe Juden protestierten in Jerusalem gegen ihre mögliche Einberufung, nachdem Israels höchstes Gericht entschieden hatte, dass sie nicht mehr von der Wehrpflicht befreit sind. Bei gewaltsamen Zusammenstößen mit der Polizei kam ein Wasserwerfer zum Einsatz.
Die israelische Armee beschoss nach eigenen Angaben Hisbollah-Stellungen, weil durch einen Angriff der Miliz 18 Soldaten verletzt worden waren.

## Juli 2024

### 1. Juli
55 palästinensische Gefangene wurden laut israelischen Medienberichten vom Schin Bet freigelassen, weil in Haftanstalten kein Platz mehr war. Unter ihnen war der Direktor des Al-Schifa-Krankenhauses, Muhammad Abu Salmiya, der am 23. November 2023 aus einem UN-Konvoi herausgezogen wurde und ohne Anklage sieben Monate lang festgehalten worden war. In einer Pressekonferenz nach seiner Rückkehr in den Gazastreifen warf er dem israelischen Militär Folter vor. Er und andere Gefangene seien fast täglich misshandelt worden. Das medizinische Personal verschiedener Einrichtungen sei „unter Verletzung aller Gesetze“ an den Folter beteiligt gewesen und einigen Häftlingen seien aufgrund mangelhafter medizinischer Versorgung Gliedmaßen amputiert worden. Einige inhaftierte medizinische Mitarbeiter seien im Gefängnis an Folter gestorben.

### 3. Juli
Die Vermittlerstaaten USA, Katar und Ägypten legten Unterhändlern der israelischen Regierung einen von der Hamas entworfenen Vorschlag für einen Waffenstillstand vor.

### 4. Juli
Nach der Tötung eines weiteren Hisbollah-Kommandeurs durch die israelischen Streitkräfte am 3. Juli schoss die Hisbollah eigenen Angaben zufolge mehr als 200 Raketen auf fünf israelische Militärstellungen im Norden Israels.

### 6. Juli
Das israelische Militär griff eigenen Angaben zufolge eine ehemalige Schule des Uno-Flüchtlingshilfswerks UNRWA im Gazastreifen, die seit Kriegsbeginn als Unterkunft für rund 7000 geflohene Menschen diente, an. Im Vorfeld des Angriffs hatte es diesen Angaben zufolge zahlreiche Schritte unternommen, um das Risiko für Zivilisten zu minimieren. Das Militär äußerte, das Objekt habe gleichzeitig als Versteck und Operationsbasis für Attacken auf das israelische Militär gedient. Der Hamas zufolge wurden bei dem Angriff mindestens 16 Menschen getötet und 76 weitere verletzt.

### 9. Juli
Ein israelischer Luftschlag auf ein nahe bei einer Schule gelegenes Zeltlager östlich von Chan Yunis tötete mindestens 31 Menschen und verletzte Dutzende weitere. Ein Video des Senders Al Jazeera zeigte Bilder von einem Fußballspiel im Schulhof, gefolgt von einem Knall und Aufnahmen Toter und Schwerverletzter in der Straße. Das israelische Militär erklärte, der Angriff habe „Präzisionsmunition“ eingesetzt und einem Terroristen gegolten, der an dem Angriff auf Israel am 7. Oktober beteiligt gewesen sei. Man werde „die Berichte über verletzte Zivilisten“ in der Umgebung der Schule prüfen. Die Europäische Union und Deutschland verurteilten den Angriff.

### 10. Juli
Im Norden Gazas und in Gaza-Stadt kam es weiterhin zu schweren Kämpfen. Die israelische Armee rief erstmals seit Oktober alle Bewohner zum Verlassen auf: Flugblätter warnten, die Stadt Gaza bleibe „ein gefährliches Kampfgebiet“. Anwohner berichteten von Explosionen, Panzereinsätzen und Feuergefechten sowie im Südwesten der Stadt von Hubschrauberangriffen.

### 13. Juli
Die Israelischen Verteidigungsstreitkräfte (IDF) bestätigten, dass sie in dem von Israel als „humanitäre Schutzzone“ ausgewiesenen Gebiet um Al-Mawasi, einen Luftangriff durchgeführt hätten, der dem obersten militärischen Befehlshaber des militärischen Flügels der Hamas Mohammed Deif und dem Kommandeur der Kassam-Brigaden in der Stadt Chan Junis, Rafa Salama, gegolten habe. Nach Angaben des von der Hamas kontrollierten Gesundheitsministeriums im Gazastreifen wurden bei dem israelischen Luftangriff 90 Menschen getötet und etwa 300 verletzt. Unklar ist, ob Mohammed Deif und Rafa Salama, wie von den IDF geplant, Opfer des Luftangriffs wurden. Am 14. Juli meldete die IDF, dass Rafa Salama getötet wurde. Deif soll laut Angaben der Hamas wohlauf sein.

### 15. Juli
Die Huthis trafen mit einer Schiffsdrohne den Tanker Chios Lion. Auf einem Video der Huthi ist eine gewaltige Explosion am Schiff zu sehen. Der Tanker führt die Flagge Liberias und die Besitzer sitzen in Griechenland. Am 16. Juli sichtete man im Gebiet einen 220 Kilometer langen Ölteppich.

### 17. Juli
Die Menschenrechtsorganisation Human Rights Watch veröffentlichte einen Bericht, in dem sie explizit Behauptungen der Hamas zurückwies, ihre Kämpfer seien angewiesen worden, keine Zivilisten anzugreifen. Die Ermordung und Geiselnahme von Zivilisten seien zentrale Ziele des von der Hamas und vier weiteren Milizen durchgeführten Angriffs und „kein spontan gefasster Entschluss, kein schief gelaufener Plan und auch keine isolierte Handlung“ gewesen.
Die USA stellten den Betrieb der für rund 300 Millionen US-Dollar errichteten provisorischen Hilfsgüter-Landungsbrücke vor der Küste des Gaza-Streifens endgültig ein. Die wiederholt von Problemen geplagte Landungsbrücke werde nun wieder abgebaut, erklärte der stellvertretende Befehlshaber des US-Zentralkommandos.

### 18. Juli
Das israelische Parlament verabschiedete eine Resolution gegen die Anerkennung Palästinas. In der Resolution heißt es: „Ein palästinensischer Staat würde eine existenzielle Bedrohung für den Staat Israel und seine Bürger darstellen.“
Die Gesundheitsministerien in Israel und Gaza berichteten, dass in Abwasserproben aus dem Gazastreifen der Poliovirus nachgewiesen wurde. Dies stellt ein Risiko dar, um an Kinderlähmung zu erkranken. Das israelische Gesundheitsministerium teilte mit, die Proben geben „Anlass zur Besorgnis über das Vorhandensein des Virus in dieser Region“; weswegen Schritte unternommen werden, um ein Krankheitsrisiko in Israel zu verhindern.
Ministerpräsident Netanjahu verbot die Errichtung eines Feldlazaretts für Kinder.

### 19. Juli
Bei einer Explosion in der Nähe des US-Konsulats in Tel Aviv wurden ein Israeli getötet und mindestens acht verletzt. Ein israelischer Militärsprecher sagte, dass eine für Langstreckenflüge modifizierten Drohne aus iranischer Produktion einen Wohnblock getroffen habe. Sie wurde zwar im Anflug entdeckt, aber wegen „menschlichen Versagens“ nicht beschossen. Zuvor waren fast alle Raketen und Drohnen der Huthi-Miliz in Jemen, auf Israel abgefeuert, abgefangen worden. Die Huthi erklärten sich für den Angriff verantwortlich und wollen weitere durchführen.

### 20. Juli
Das israelische Militär führte einen Vergeltungsschlag gegen die von der Huthi-Miliz kontrollierte jemenitische Hafenstadt Hudaida durch. Es sollen zwölf israelische Flugzeuge am Angriff beteiligt gewesen sein, darunter auch Lockheed Martin F-35. Auf Bildern war ein Großbrand mit hohen Flammen und dunkler Rauchsäule zu sehen; die Huthis berichteten von mehreren Toten. Der Nachrichtenkanal Al-Arabiya vermeldete, der Angriff sei gemeinsam von Israel, Großbritannien und den USA durchgeführt worden, der israelische Verteidigungsminister hat dem widersprochen.

### 22. Juli
Die Israelischen Verteidigungsstreitkräfte (IDF) begannen mit einer erneuten Offensive in Chan Yunis. Die israelische Regierung ordnete die Evakuierung des östlichen Gebiets der Stadt an; betroffen waren rund 150.000 Personen.

### 24. Juli
Rede Benjamin Netanjahus vor dem US-Kongress
Der israelische Premierminister Benjamin Netanjahu hielt eine einstündige Rede vor dem Kongress der Vereinigten Staaten („US-Kongress“).
In Bezug auf den Nahostkonflikt stellte Netanjahu die Rolle des Irans heraus, der ein gemeinsamer Feind der USA und Israels sei, und sprach von der Notwendigkeit eines regionalen Verteidigungsbündnisses gegen den Iran, einer „Abraham-Allianz“, als Erweiterung der im September 2020 von Israel und mehreren arabischen Nachbarstaaten unterzeichneten Abraham-Abkommen.
Netanjahu wies die Verantwortung für die humanitäre Notlage der palästinensischen Bevölkerung im Gazastreifen mit den Worten zurück: „Wenn es Palästinenser im Gazastreifen gibt, die nicht genug Nahrung bekommen, dann nicht, weil Israel sie blockiert. Es liegt daran, dass die Hamas sie stiehlt.“ Israel habe viel getan, um die palästinensische Zivilbevölkerung zu evakuieren und verbliebene Zivilisten zu schützen. Im Gegensatz dazu habe die Hamas alles getan, um die Zivilbevölkerung in Gefahr zu bringen. Hinsichtlich der israelischen Geiseln äußerte sich Netanjahu zuversichtlich und verwies auf intensive laufende Bemühungen. Auf Großdemonstrationen in Israel wird Netanjahu seit Monaten mangelnder persönlicher Einsatz für die Freilassung der Geiseln vorgeworfen und damit eines der wichtigsten Kriegsziele Israels in Frage gestellt.
Netanjahu erhielt während seiner Rede – insbesondere von den Vertretern der Republikanischen Partei im US-Kongress – wiederholt enthusiastischen Applaus. Etwa 40 führende Demokraten, darunter Nancy Pelosi, blieben der Rede hingegen fern. Rund 20.000 Menschen protestierten in Washington gegen Netanjahus Auftritt.
In der israelischen Zeitung Haaretz beurteilte der Journalist Gideon Levy die Sitzung des US-Kongresses, in der Netanjahu seine Rede hielt, als eine der „beschämendsten Sitzungen, die jemals auf dem Capitol Hill stattgefunden haben“. Die Kongressabgeordneten hätten einem Politiker zugejubelt, der in fast allen demokratischen Hauptstädten der Welt eine Persona non grata sei. An die Kongressabgeordneten – die gewählten Vertreter des amerikanischen Volkes – richtete Levy in seinem Artikel die rhetorische Frage, ob sie alle wirklich das Töten in Gaza und damit möglicherweise einen Völkermord, der mit Sicherheit aber ein Domizid ist, unterstützen.

### 27. Juli
Bei einem israelischen Luftangriff auf eine Schule in Deir al-Balah im Zentrum des Gazastreifens wurden nach palästinensischen Angaben mindestens 30 Palästinenser getötet und 100 weitere verletzt. In dem Gebäude sei ein improvisiertes Feldlazarett untergebracht gewesen. Die israelische Armee teilte mit, ihr Luftangriff auf die Chadidscha-Schule in Deir al-Balah habe einer dort befindlichen Kommandozentrale der Hamas gegolten. Die Hamas habe das Gebäude zur Koordinierung ihrer Angriffe und als Waffenversteck genutzt.
Die israelischen Streitkräfte zerstörten laut Anwohnern und einem Wasserversorgungsbeamten von 18. bis 27. Juli 2024 über 30 Wasseraufbereitungs- und -versorgungsanlagen im unter Trinkwassernot leidenden Gazastreifen. Darunter war auch das wichtigste Wasserreservoir für die besetzte Stadt Rafah, der von Kanada gebaute „Canada Well“ im Stadtteil Tel Sultan. Die 401. Panzerbrigade präparierte die Anlage mit Sprengstoff und löste dann eine Detonation aus. Ein Soldat postete ein mit Rap-Musik untermaltes Video der Sprengung auf seinem Instagram-Account. Dieses zeigte, wie Soldaten den Sprengstoff in und um die Wasserpumpen der Anlage platzierten, gefolgt von der Explosion mit der Bildunterschrift: „Die Zerstörung des Wasserreservoirs von Tel Sultan zu Ehren des Schabbat.“ Die Sprengung wurde laut der israelischen Zeitung Haaretz mit Genehmigung des Kommandeurs der Soldaten, aber ohne Genehmigung durch die höheren Offiziere des IDF-Südkommandos durchgeführt. Die Armee teilte mit, sie werde den Vorfall untersuchen und prüfen, ob die Militärpolizei eine Untersuchung einleiten müsse.
Ein Fußballfeld in der hauptsächlich von syrischen Drusen bewohnten Kleinstadt Madschdal Schams unter israelischer Besatzung in den Golanhöhen wurde von einer Rakete getroffen (siehe: Raketeneinschlag in Madschdal Schams 2024). Dabei wurden zwölf Menschen, die meisten davon Kinder und Teenager, getötet. Keines hatte die israelische Staatsbürgerschaft, da die Drusen auf den Golanhöhen die israelische Staatsbürgerschaft ablehnen und sich weiterhin als Syrer verstehen. Israel machte für den Einschlag die libanesische Hisbollah-Miliz verantwortlich. Der Sprecher der Hisbollah, Mohammed Afif, dementierte „kategorisch“, dass die Miliz für den Einschlag auf die Drusengemeinschaft verantwortlich ist. Die Hisbollah bestätigte, einen israelischen Militärstützpunkt auf dem Golan angegriffen zu haben. Israels Armee erklärte, sie bereite einen Vergeltungsschlag gegen die Hisbollah vor. Die libanesische Interimsregierung in Beirut verurteilte den Angriff auf Zivilisten und rief beide Seiten zur Beendigung der Feindseligkeiten auf. Als Vergeltung griff das israelische Militär nach eigenen Angaben ein Waffenlager sowie „terroristische Infrastruktur“ im Libanon an.

### 28. Juli
Die arabischsprechende Drusengemeinschaft von Madschdal Schams, die bei einer großen Beerdigung um ihre Kinder trauerte, vertrieb Bezalel Smotrich, Israels Finanzminister und Oberherr der Regierung in den israelisch besetzten Gebieten, aus der Stadt.
Nachdem bekannt wurde, dass die Opfer in Madschdal Schams Kinder waren, behaupteten arabische und iranische Medien, dass auf dem Fußballfeld keine Rakete der Hisbollah, sondern eine fehlgeleitete Flugabwehrrakete des israelischen Iron Dome eingeschlagen sei. In der konservativ-liberalen Jerusalem Post wurde darüber in einem Artikel mit der Überschrift „Pro-Iranian, Qatari outlets fail in attempts to blame Israel for Hezbollah massacre“ berichtet. Auch eine Pressemitteilung der Hisbollah präsentierte diese Darstellung und zitierte den Leiter einer drusischen Organisation, der erklärt habe, dass es regelmäßig Iron-Dome-Abwehrraketen gäbe, die ihre Ziele verfehlten und dann zu Boden fielen. Richard Weir, ein Waffenexperte von Human Rights Watch, hielt diese Theorie nicht für plausibel und erklärte, die Fragmentierung und das Einschlagmuster würden eher zu einer Falaq-Rakete iranischer Fertigung passen; mit dem Szenario einer defekten Luftabwehrrakete schienen sie nicht vereinbar. Möglicherweise habe eine auf den israelischen Militärstützpunkt auf dem Berg Hermon ausgerichtete Hisbollah-Rakete ihr Ziel aufgrund eines technischen oder menschlichen Versagens verfehlt.

### 29. Juli
Ministerpräsident Netanjahu besuchte in Begleitung von Schin-Bet-Direktor Ronen Bar und anderen das Fußballfeld in Madschdal Schams. Sein Besuch stand unter Zensur. Während er das Gelände besichtigte, drängten empörte Menschen gegen die Absperrungen, einige hielten Protestschilder hoch, auf denen Netanjahu als Kriegsverbrecher bezeichnet wurde, während „Raus! Raus!“ skandiert wurde. Die Familien der Kinder, die bei dem Raketeneinschlag getötet wurden, weigerten sich, mit Netanjahu zusammenzutreffen. Die drusische Gemeinde sprach sich gegen einen israelischen Vergeltungsschlag aus und warnte, der Vorfall dürfe nicht als politischer „Vorwand“ für Gewalt verwendet werden: „Wir lehnen es ab, dass auch nur ein einziger Tropfen Blut unter dem Vorwand vergossen wird, unsere Kinder zu rächen“, hieß es in einer Erklärung von Gemeindevertretern. Die Religion der Drusen verbiete „jegliche Form des Tötens und der Rache“.
Der türkische Präsident Recep Tayyip Erdoğan drohte Israel mit einer militärischen Einmischung der Türkei in den Konflikt. Erdoğan bezog sich bei seiner Rede auf den Krieg um Bergkarabach 2020, wo die Türkei die Konfliktpartei Aserbaidschan unterstützte, und auf den Bürgerkrieg in Libyen seit 2014, in dem die Türkei die Regierung Libyens unterstützte. Der israelische Außenminister Israel Katz warnte Erdoğan vor einer Einmischung und forderte den Ausschluss der Türkei aus der NATO.
Die israelische Militärpolizei nahm in dem Gefangenenlager Sde Teiman neun Soldaten fest, die beschuldigt wurden, einen dort inhaftierten, als Hamas-Terroristen verdächtigten Palästinenser schweren sexuellen Misshandlungen unterzogen zu haben. In der Folge brachen rechtsextreme Demonstranten, darunter einige Knesset-Mitglieder, in Sde Teiman und einen weiteren Armeestützpunkt ein, um gegen die Verhaftung der Soldaten zu protestieren. Der Stabschef des israelischen Militärs, Generalleutnant Herzi Halevi, erklärte, der Einbruch in Sde Teiman sei ein schwerwiegender Verstoß gegen das Gesetz, Aktionen dieser Art würden die Sicherheit des Landes gefährden. Verteidigungsminister Joaw Galant sagte, die Ermittlungen gegen die Soldaten müssten ihren Lauf nehmen, und erklärte: „Auch in Zeiten des Zorns gilt das Gesetz für alle.“

### 30. Juli
Die israelische Armee teilte mit, sie habe in der libanesischen Hauptstadt Beirut einen „gezielten Angriff“ auf Fuad Schukr, einen Kommandeur der Hisbollah-Miliz, durchgeführt. Der Kommandeur sei unter anderem für den am 27. Juli erfolgten Raketenschlag auf einen Fußballplatz in Madschdal Schams verantwortlich gewesen, bei dem 12 Kinder getötet wurden. Libanesische Medien meldeten einen „feindlichen Überfall“ im Beiruter Vorort Haret Hreik. Mindestens vier Gebäude seien bei dem Angriff beschädigt worden. Die Hisbollah bestätigte Schukrs Tod am Folgetag.

### 31. Juli
Gezielte Tötung von Hamas-Politchef Ismail Haniyya
Die Hamas und das Korps der Iranischen Revolutionsgarde teilten mit, dass Ismail Haniyya, der Chef des Politbüros der Hamas, in der iranischen Hauptstadt Teheran getötet worden sei. Haniyya hatte dort an der Vereidigungszeremonie des neuen iranischen Präsidenten Massud Peseschkian teilgenommen und sich nicht nur mit Peseschkian, sondern auch mit dem politischen und religiösen Oberhaupt des mehrheitlich schiitischen Irans, Ajatollah Ali Chamenei, getroffen. Die New York Times und der Telegraph brachten den israelischen Auslandsgeheimdienst Mossad mit dem Anschlag in Verbindung. Beide berichteten, das Attentat sei anhand einer Monate zuvor in Haniyyas Unterkunft geschmuggelten, ferngezündeten Bombe bewerkstelligt worden. Laut Telegraph platzierte der Mossad mit Hilfe iranischer Agenten Sprengstoffsätze in drei Zimmer des Gebäudes; die in den anderen beiden Zimmern wurden erst nach dem Anschlag entdeckt. Mossad-Direktor David Barnea hatte im Januar 2024 gesagt, der von ihm geleitete Geheimdienst sei verpflichtet, die Führer der Terrororganisation zur Strecke zu bringen. Die Explosion in Haniyyas Zimmer tötete auch einen Leibwächter.
Als politisches Oberhaupt der Hamas leitete Haniyya seine Amtsgeschäfte von Katar aus. Im Gazakrieg galt sein Einfluss im Vergleich zu Yahya Sinwar – Chef der Hamas im Gazastreifen – und Mohammed Deif – Chef der Qassam-Brigaden, des militärischen Arms der Hamas – als begrenzt. Haniyya führte jedoch auf Hamas-Seite die Oberaufsicht über die unter Vermittlung der USA, Ägyptens und Katars geführten Waffenstillstands- und Geiselverhandlungen. Vor allem arabische Staaten, aber auch die Volksrepublik China, die Türkei und Russland, verurteilten die gezielte Tötung Ismail Haniyyas als „politisch motivierten Mord“. Die Hamas bezeichnete die Tötung ihres politischen Anführers als „schwerwiegende Eskalation“ im Kriegsgeschehen. Der Außenminister der USA, Antony Blinken, erklärte, dass die USA weder in die Ermordung von Ismail Haniyya verwickelt waren noch vorab davon Kenntnis gehabt hätten. US-Präsident Joe Biden kommentierte, die Tötung Haniyyas „helfe nicht“ dabei, einen Waffenstillstand in der Region zu erwirken.
Die Hamas und der Iran beschuldigten Israel, das Attentat durchgeführt zu haben zu haben, und drohten mit Vergeltung. Israel äußerte sich nicht offiziell, bekannte sich aber laut der Washington Post gegenüber den USA sofort zu dem Anschlag.
Tod von zwei Journalisten bei einem israelischen Luftschlag
Der katarische Fernsehsender Al Jazeera meldete, zwei seiner Journalisten, der Reporter Ismail al-Ghoul und der Kameramann Rami al-Rifi, seien bei einem israelischen Luftangriff auf ihr eindeutig mit der Aufschrift „Presse“ markiertes Fahrzeug gezielt getötet worden. Die Leiterin des Komitees zum Schutz von Journalisten reagierte mit Bestürzung; Israel müsse erklären, warum zwei weitere Al-Jazeera-Journalisten bei einem anscheinend direkten Angriff getötet wurden. Die Journalisten hatten kurz zuvor von Al-Schati aus, wo sich das Haus von Ismail Haniyya befindet, einen Bericht für den Sender geliefert. Die israelischen Büros von Al Jazeera wurden mehrere Wochen zuvor von der israelischen Regierung geschlossen. Bei dem Angriff wurde auch ein auf einem Fahrrad vorbeifahrender Junge getötet.
Die israelische Armee bekannte sich in der Folge zu dem Angriff. Man habe al-Ghoul „eliminiert“, weil er als Mitglied einer Hamas-Elitekampfgruppe an dem Großangriff auf Israel am 7. Oktober beteiligt gewesen sei und eine aktive Rolle bei der „Aufnahme und Verbreitung von Inhalten über die Angriffe auf israelische Truppen beteiligt“ gespielt habe. Diese Aktivität sei ein integraler Bestandteil der militärischen Aktionen der Terrororganisation, hieß es in einer gemeinsamen Erklärung der Armee und des israelischen Inlandsgeheimdienstes Schin Beth. Al Jazeera wies die Behauptung, Al-Ghoul sei ein Hamas-Kämpfer gewesen, entschieden zurück und beschrieb sie als Erfindung. Das UNO-Menschenrechtsbüro ließ in einer Erklärung zu dem Vorfall verlauten, Journalisten seien Zivilisten und daher nach dem humanitären Völkerrecht vor Angriffen geschützt, solange sie nicht direkt an Feindseligkeiten teilnehmen; die vorsätzliche Tötung von Journalisten sei ein Kriegsverbrechen.